# Grace Jones
Grace Beverly Jones, o simplement Grace Jones (Spanish Town, 19 de maig de 1948), és una cantant, compositora, supermodel, productora i actriu jamaicana. Als 13 anys es va mudar amb els seus germans a casa dels seus pares a Syracuse (Nova York). Jones va començar la seva carrera de model a l'estat de Nova York i més tard, a París, on va treballar per a firmes com Yves St. Laurent i Kenzo, i va aparèixer a les portades de prestigioses revistes de moda com a Elle i Vogue. Va treballar amb els fotògrafs Helmut Newton, Guy Bourdin i Hans Feurer i es va fer coneguda mundialment per la seva aparença andrògina i característica.
El 1977 Jones va signar un contracte discogràfic amb Island Records i es va convertir inicialment en l'estrella de la discoteca novaiorquesa Studio 54. Al començament dels vuitanta canvia el seu estil cap al reggae, el funk, el post-funk i la música pop, col·laborant freqüentment amb el dissenyador gràfic Jean-Paul Goude i amb Sly & Robbie. Els seus àlbums més populars inclou Warm Leatherette (1980), Nightclubbing (1981) i Slave to the Rhythm (1985). Com a cantant va aconseguir èxits notables amb Pull Up to the Bumber, Private Life, I've Seen that Face Before i Slave to the Rhythm. El 1982 va llançar la col·lecció de vídeos musicals A One Man Show, dirigida per Goude.
Jones va aparèixer en algunes pel·lícules de baix pressupost als Estats Units durant els anys setanta i principis dels vuitanta. El 1984 va debutar interpretant Zula a la pel·lícula Conan el Destructor, al costat d'Arnold Schwarzenegger i Sarah Douglas. El 1985 va aparèixer en la pel·lícula de James Bond Panorama per matar
 com a May Day. El 1986 va interpretar a un vampir a Vamp i va actuar, tant com a actriu com a cantant, en la pel·lícula d'Eddie Murphy Boomerang (1992). Per la seva banda, ella apareix al costat de Tim Curry en la pel·lícula de 2001 Wolf Girl. Pel seu treball a Conan, Panorama per matar i Vamp va ser nominada als premis Saturn com a millor actriu de repartiment.
El 1999 Jones va ocupar el lloc 82 de les 100 Millors Dones del Rock and Roll de VH1 i, el 2008, va ser guardonada amb el premi Q Idol. Jones va influir en el moviment de transvestisme dels vuitanta i ha estat una inspiració per a artistes com Annie Lennox, Lady Gaga, Rihanna, Lorde, Róisín Murphy, Brazilian Girls, Nile Rodgers, Santigold, Basement Jaxx i Stanka Brljevic. El 2015 publica la seva autobiografia I'll Never Write My Memoirs on fa un recorregut per la seva infancia a Jamaica, els anys de la música disco als EUA, la seva experiència amb la moda a París i els seus treballs per a Hollywood. El desembre de 2016, la revista Billboard la va classificar en el lloc 40 com l'artista dance més reeixida de la història.

## Discografia

### Àlbums d'estudi
- Portfolio (1977)
- Fame (1978)
- Muse (1979)
- Warm Leatherette (1980)
- Nightclubbing (1981)
- Living My Life (1982)
- Slave to the Rhythm (1985)
- Inside Story (1986)
- Bulletproof Heart (1989)
- Hurricane (2008)

### Àlbums recopilatoris i reedicions
- Island Life (1985)
- The Ultimate (1993)
- Island Life 2 (1996)
- Private Life: The Compass Point Sessions (1998)
- 20th Century Masters - The Millennium Collection: The Best of Grace Jones (2003)
- The Universal Masters Collection (2003)
- The Collection (2004)
- The Grace Jones Story (2006)
- Colour Collection (2006)
- The Ultimate Collection (2006)

### Senzills i EP
- "I Need A Man" (1975)
- "Sorry" (1976)
- "That's the Trouble" (1976)
- "La Vie en Rose" (1977)
- "Autumn Leaves" (1978)
- "Do or Die" (1978)
- "Fame" (1978)
- "Am I Ever Gonna Fall in Love in New York City" (1978)
- "I'll Find My Way to You" (1976/1979)
- "On Your Knees" (1979)
- "Don't Mess With the Messer" (1979)
- "A Rolling Stone" (1980)
- "Love is the Drug" (1980)
- "Warm Leatherette" (1980)
- "The Hunter Gets Captured by the Game" (1980)
- "Private Life" (1980)
- "Breakdown" (1980)
- "Pars" (1980)
- "Demolition Man" (1981)
- "I've Seen That Face Before (Libertango)" (1981)
- "Pull Up to the Bumper" (1981)
- "Use Me" (1981)
- "Feel Up" (1981)
- "Walking in the Rain" (1981)
- "Nipple to the Bottle" (1982)
- "The Apple Stretching" (1982)
- "My Jamaican Guy" (1983)
- "Cry Now, Laugh Later" (1983)
- "Unlimited Capacity for Love" (1983)
- "Living My Life" (1983)
- "Slave to the Rhythm" (1985)
- "Jones the Rhythm" (1985)
- "I'm Not Perfect (But I'm Perfect for You)" (1986)
- "Party Girl" (1986)
- "Victor Should Have Been a Jazz Musician" (1987)
- "Crush" (1987)
- "Love on Top of Love" (1989)
- "Amado Mio (1990)
- "7 Day Weekend" (1992)
- "Evilmainya" (1993)
- "Sexdrive" (1993)
- "Slave to the Rhythm (9 tracks)" (1994)
- "Love Bites" (1996)
- "Hurricane" (1997)
- "Williams' Blood" (2008)
- "Corporate Cannibal" (2008)
- "Love You to Life" (2009)

## Filmografia

### Actriu
- Gordon's War (1973)
- Attention les yeux! (1976)
- Deadly Vengeance (1981)
- Conan el Destructor (1984)
- Panorama per matar (1985)
- Vamp (1986)
- De dret a l'infern  (1987)
- Siesta (1987)
- Boomerang (1992)
- Hell: A Cyberpunk Thriller (1995) (Videojuego)
- Cyber Bandits (1995)
- McCinsey's Island (1998)
- Palmer's Pick Up (1999)
- "BeastMaster" (1999) (1 episodi, 1999)
- Wolf Girl (2001) (TV)
- Shaka Zulu: The Citadel (2001) (TV)
- Falco - Verdammt, wir leben noch! (2008)